# السير أثناء النوم
السير النومي أو السير أثناء النوم أو السَّرنمة (بالإنجليزية: Sleepwalking)‏ أو الرباص (بالإنجليزية: somnambulism)‏و(بالإنجليزية: noctambulism)‏ أو الجوال هو أحد اضطراب النوم التي تنتمي لعائلة الخطل النومي، ويُمثل هذا الاضطراب حالة مختلطة من النوم واليقظة، حيث يقوم المصاب بالاضطراب بأداء وظائف أو أعمال عادة تحتاج إلى حالة كاملة من الانتباه واليقظة، مثل التحدث، الجلوس في السرير، المشي تجاه الحمام، قيادة السيارة، الإيماءات العنيفة، الانتحار والقتل.
على الرغم من أن حالات المشي أثناء النوم عادة ما تأخذ شكل سلوكيات بسيطة ومتكررة، إلا أن هناك تقارير ترد من حين لآخر حول أشخاص يؤدون سلوكيات مركبة أثناء النوم، رغم أن شرعيته هذه السلوكيات غالبا ما تكون محل نزاع. ونادرا ما يتذكر المصاب الأحداث التي جرت خلال المشي أثناء النوم، وذلك بسبب تغير وعيه إلى حالة يصعب معها تذكر الأحداث. وبالرغم من أن عيون المريض تكون مفتوحة، إلا أن تعبيرات وجهه تكون غير واضحة. وقد تستمر هذه الحالة من ثوان إلى دقائق.
يحدث اضطراب السير أثناء نوم الموجات البطيئة الذي يُعتبر جزء من دورة نوم حركة العين غير السريعة (النوم اللاريمي)، وغالبا ما يحدث الاضطراب في الثلث الأول من الليل عندما يكون النوم البطيء هو السائد، كما أن السير أثناء النوم لا يتكرر أكثر من مرة في الليلة الواحدة.

## الأعراض والعلامات
يتميز المشي أثناء النوم بما يلي:
- استيقاظ جزئي أثناء نوم حركة العين غير السريعة، وعادة ما يكون خلال الثلث الأول من الليل
- محتوى أحلام يمكن أو لا يمكن استدعائها
- سلوك حركي متطابق مع الحلم، ويمكن أن يكون بسيط أو مركب
- ضعف إدراك البيئة المحيطة
- ضعف الحكم والتخطيط وحل المشكلات.
- يصاحب السير أثناء النوم إحصائياً بالصداع والشقيقة حيث تزداد نسبة المصابين بهذه الحالات بين من يختبرون تجربة المشي أثناء النوم.[12]
- لوحظ أن نسبة كبيرة من المصابين بالسير أثناء النوم لا يعانون من الألم اثناءه حتى وإن كانوا يعانون من أذى معين يختبرون الألم خلاله أثناء الاستيقاظ.[12]

السائر أثناء نومه تكون عينه مفتوحة لكنهما قد لا يظهران أي تعبير، كما يكون هناك اتساع في الحدقة. وغالبًا ما يكون المصاب مشوش عقب الاستيقاظ، ويمكن أن يشعر بالتشوش والارتباك، كما أنه قد يجهل سبب وكيفية خروجه من السرير. ومع ذلك، فإن هذا الارتباك يختفي في غضون دقائق.
يُمكن للمريض المصاب بالاضطراب أن يتحدث أثناء نومه بصوت مسموع، ولكن الكلام لن يكون له معنى بالنسبة للشخص مراقب للحالة. وهناك درجات متفاوتة من فقدان الذاكرة مصاحب للسير أثناء النوم، والذي قد يتراوح من الانعدام الكلي للذاكرة إلى مجرد التذكر المبهم لما حدث.

## علم الأوبئة
يقدر معدل انتشار السير أثناء النوم طوال العمر بنسبة 4.6٪ - 10,3٪. وقد وجد تحليل تلوي لإحدى وخمسين دراسة، شملت أكثر من 100.000 طفل وبالغ، أن السير أثناء النوم يشيع ظهوره أكثر في الأطفال بنسبة قُدرت بـ 5٪، مقارنة بـ 1.5٪ في البالغين. ووُجد أن معدل الاضطراب في مرحلة الطفولة لا يختلف باختلاف العمر خلال مرحلة الطفولة.

## الأسباب
لا تزال أسباب اضطراب السير أثناء النوم غير معروفة، غير أنه قد اٌقترح عدد من الفرضيات التي لم يتم إثباتها بعد حول أسباب حدوث هذا الاضطراب، من بينها: تأخر نضج الجهاز العصبي المركزي، زيادة نوم الموجات البطيئة، قلة النوم، الحمى، والإرهاق المفرط. وقد يكون هناك أيضا مكون وراثي لهذا الاضطراب، حيث وجدت إحدى الدراسات حدوث السير أثناء النوم في 45٪ من الأطفال إذا كان أحد الوالدين مصابا بالاضطراب، و60٪ من الأطفال إذا كان كلا الوالدين مصابا. وهكذا فإن العوامل الموروثة قد تؤهب الفرد للإصابة بالاضطراب، غير أن السلوكيات التي يقوم بها المصاب أثناء سيره وهو نائم تتأثر بالعوامل البيئية.
ارتبطت أربعة فئات من الأدوية باضطراب السير أثناء النوم وهي: ناهضات مستقبلات البنزوديازيبين ومثيلاتها، مضادات الاكتئاب والعوامل السيروتونية المفعول الأخرى، مضادات الذهان وحاصرات بيتا . كما أن الزولبيديم تشير إليه الأدلة كأحد الأدوية التي تتسبب في السير أثناء النوم.
كما يُعتقد أن عددا من الأمراض، مثل مرض باركنسون، قد تؤدي إلى اضطراب السير أثناء النوم في الأشخاص الذين ليس لديهم تاريخ سابق لهذا الاضطراب.

## التشخيص
يُعتبر تخطيط النوم هو التقييم الوحيد الدقيق لنوبات اضطراب السير أثناء النوم. إلا أنه بالنظر إلى كلفته وإلى أن نوبات الاضطراب تحدث بشكل غير متكرر، فإن هناك مقاييس أخرى شائعة تُسخدم لتشخيص الاضطراب، من بينها إبلاغ الشخص الشخص أو الوالدين أو الزوج/الزوجة. وهناك ثلاثة أنظمة تشخيصة شائعة تستخدم عادة في تشخيص اضطرابات النوم وهي: التصنيف الدولي للأمراض، التصنيف الدولي لاضطرابات النوم، الدليل التشخيصي والإحصائي للاضطرابات النفسية.
ينبغي التفريق بين السير أثناء النوم وبين الغشية بسبب الكحول أو المخدرات، والتي يُمكن أن تؤدي إلى فقدان الذاكرة مشابه لما يحدث في اضطراب السير أثناء النوم. فخلال غشية الناتجة عن الكحول يكون الشخص قادراً على الانخراط في ببيئته والاستجابة لها (مثل إجراء محادثات أو قيادة سيارة)، ومع ذلك فإن الدماغ لا يتذكر هذه الأحداث بعد ذلك، وقد وجدت مراجعة منهجية للأدبيات أن ما يقرب من 50٪ من مستهلكي الكحول قد تعرضوا لفقدان الذاكرة خلال نوبة الشرب.
تشمل التشخيصات التفريقية الأخرى اضطراب نوم حركة العين السريعة السلوكي، وهلع النوم.
هناك فئتان فرعيتان لاضطراب السير أثناء النوم:
- السير أثناء النوم الذي يصاحبه أكل متعلق بالنوم، والذي يتضمن تناول الطعام أثناء النوم
- السير أثناء النوم الذي يصاحبه سلوك جنسي متعلق بالنوم جنس نومي

بالنسبة للفئة الأولى، فبالنظر إلى أن العديد من المصابين من هذه الفئة يقومون بإعداد الطعام الذي سيتناولونه، فإن هناك مخاطر تشمل الحروق من الأفران المستخدمة أثناء إعداد الطعام.

## العواقب
معظم المصابين باضطراب السير أثناء النوم يعانون من إصابات في وقت ما خلال المشي أثناء النوم، وغالباً ما تكون إصابات طفيفة كجروح وكدمات. إلا أنه في حالات نادرة قد يحدث للمصاب كسر بالعظام أو النزيف حتي الموت نتيجة السقوط من مكان مرتفع. كما قد يواجه المصاب إحراجا اجتماعيا بسبب احتمالية تعريه أثناء النوبة في مكان عام.

## ما مدى خطورة المشي أثناء النوم؟
المشي أثناء النوم قليل الحدوث عند أغلب المرضى المصابين بهذا الاضطراب، حيث أنه عادة ما يحدث أقل من مرة في الشهر، ولكنه عند نسبة أخرى من المرضى يكون أكثر تكراراً فقد يحدث كل ليلة، وهذه الفئة من المرضى هي أكثر عرضة للإصابة نتيجة المشي أثناء النوم، فقد يصطدم المريض بأجسام صلبة أو حادة، كما أنه قد يقع من مكان عالٍ (وقد حدثت العديد من المآسي لأشخاص مصابين بهذا الاضطراب) والسئ في الأمر أنه رغم الإصابة فلا يعاني كثيرٌ ممن يختبرون السرنمة من الألم بعد إصابتهم ولا يشعرون بها إلا بعد الاستيقاظ من النوم. كما أن المصابين بهذا الاضطراب قد يتعرضون للحرج وقد تنتابهم مشاعر مختلفة من الشعور بالذنب أو الخجل وأحياناً الانطواء، لذلك فإنه في حالة الزيادة المتكررة في حدوث هذه الأعراض أو عند شعور المريض بأي من الأحاسيس السابقة الذكر؛ فإنه يجب زيارة الطبيب المختص. كما أن المشي أثناء النوم عند الكبار مدعاة للاهتمام أكثر منه عند الأطفال، فالقلق الشديد والتوتر والصرع هي أسباب محتملة . لذلك على البالغين المصابين بهذا الاضطراب استشارة الطبيب المختص للعلاج.

## ما الذي يمكن عمله حيال المشي أثناء النوم؟
هنالك بعض الإجراءات الوقائية التي ينصح المريض باتباعها:
من المعروف أن التعب والإرهاق يزيدان من احتمال حدوث المشي أثناء النوم عند المصابين بهذا الاضطراب، لذلك احرص على الحصول على قسط كافٍ من الراحة.
القلق والتوتر إضافة إلى العصبية هي مهيجات أخرى، لذلك حاول البعد عن الانفعال قبل النوم.
حاول إبعاد الأشياء الخطرة والحادة إضافة إلى مفاتيح السيارة من غرفة نوم المريض، وضع جرس على باب غرفة النوم بحيث يحدث صوتاً إذا فتح المريض الباب حتى يساعد على إيقاظه.
وضع شبكً حديديً على النوافذ لتجنب خطر القفز أثناء النوم، وكذلك يجب القيام بإقفال باب المنزل.
يفضل أن تكون غرفة المريض في الدور الأرضي من المنزل، ولتجنب السقوط يجب عدم نومه على سرير مرتفع.
إذا أضررت إلى قضاء الليل خارج منزل، فاحرص على اتباع إجراءات الوقاية أعلاه وإشعار الأشخاص الذين ستمضي الليل عندهم (أو قسم الاستقبال في الفندق) عن المشكلة.
في أغلب الحالات يعتبر هذا الاضطراب حميداً ويكفي لعلاجه اتباع إجراءات الوقاية أعلاه، ولكن في قليل من الحالات يحتاج المرضى إلى تقييم نفسي وطبي لاستبعاد أي أسباب طبية.
عند المرضى الذين تحدث عندهم هذه الظاهرة بصورة متكررة فإن الطبيب قد يصف بعض العقاقير الطبية، وذلك للتقليل من حدوث هذه الظاهرة.